# Opel 29/50 PS
Der Opel 29/50 PS war ein PKW der Oberklasse, den die Adam Opel KG nur 1908 als Nachfolger des Modells 32/50 PS baute.

## Geschichte und Technik
Der Mitte 1908 vorgestellte 29/50 PS entsprach im Wesentlichen seinem Vorgänger, hatte aber einen um etwa 0,5 Liter kleineren Motor gleicher Leistung, was der damals in Deutschland neu eingeführten Hubraumbesteuerung geschuldet war. Auch das längere Chassis wurde etwas gekürzt. Der 29/50 PS war nicht mehr der stärkste Opel seiner Zeit, da im selben Jahr das Modell 33/60 PS herauskam.
Der Motor war, wie beim Vorgänger, ein aus zwei Blöcken zusammengesetzter Vierzylinder-Blockmotor, allerdings nun mit 7482 cm³ Hubraum (Bohrung × Hub = 130 mm × 140 mm), der ebenfalls 50 PS (37 kW) bei 1500/min. leistete. Der seitengesteuerte Motor mit T-Kopf war wassergekühlt. Eine Zentrifugalpumpe war im Kühlmittelkreislauf eingebaut. Der Kolbenschiebervergaser besaß eine Vorwärmung des Kraftstoff-Luft-Gemisches. Jeder Zylinder hatte zwei Zündkerzen, wobei jeweils eine von einer Batteriezündung und die jeweils andere von einer Magnetzündung gespeist wurde. Die Motorleistung wurde – wie beim Vor-Vorgänger 45/50 PS – über eine Metallkonuskupplung (Vorgänger: Lederkonuskupplung), ein manuelles Vierganggetriebe und eine Kardanwelle an die Hinterachse weitergeleitet.
Der Rahmen war aus Stahlblech-U-Profilen zusammengesetzt. Die beiden Starrachsen waren an halbelliptischen Längsblattfedern aufgehängt. Die Rahmen waren wahlweise in zwei Radständen, 3240 mm oder 3450 mm, erhältlich. Die Betriebsbremse war als Innenbackenbremse ausgeführt – die Wasserkühlung des Vorgängers war entfallen –, die auf die Getriebeausgangswelle wirkte. Die Handbremse wirkte auf die Trommeln an den Hinterrädern.
Das zweitürige Coupé und der sechssitzige Dreifachphaeton war entfallen, aber der 29/50 PS war weiterhin als viersitziger Doppelphaeton, als viertürige Limousine und als ebensolches Landaulet verfügbar. Mit dem billigsten Aufbau (Doppelphaeton) kostete der Wagen 18.000 RM.
Der 29/50 PS wurde nur ein halbes Jahr lang, bis Ende 1908, gebaut. Dann löste ihn der größere 30/50 PS ab.